# Exif
Exchangeable image file format (офіційно Exif, відповідно до специфікацій JEIDA/JEITA/CIPA) — стандарт, що визначає формат опису допоміжної метаінформації для файлів зображень, звуку, і який використовується цифровими камерами (в тому числі і тими, що у смартфонах), сканерами й іншими системами, що оброблюють звукові файли та файли зображень, записані цифровими камерами. Специфікація використовує такі формати файлів, в які додаються спеціальні теги метаданих: JPEG і дискретне косинусне перетворення (DCT) для файлів зображень зі стисненням даних, TIFF Rev. 6.0 (RGB або YCbCr) для нестиснутих файлів зображень і RIFF WAV для аудіофайлів (лінійну PCM або ITU-T G.711 μ-Law PCM для аудіоданих без стиснення, і IMA-ADPCM для стиснених аудіоданих). Він не використовується в JPEG 2000, PNG, або GIF.
Стандарт складається зі специфікації Exif для графічних файлів і Exif для аудіофайлів.

## Передумови
Організація «Japan Electronic Industries Development Association» (JEIDA) запропонувала перше визначення Exif. Версія 2.1 специфікації стандарту датується 12 червнем 1998. JEITA створила Exif версії 2.2 («Exif Print»), 20 лютого 2002, який був випущений у квітні 2002. Версія 2.21 (із підтримкою Adobe RGB) датується 11 липня 2003, але була випущена у вересні 2003 після випуску DCF 2.0. Найновіша версія 2.3, випущена 26 квітня 2010 і була переглянута в травні 2013, яка була сформульована JEITA і CIPA. Стандарт Exif підтримується майже усіма виробниками камер.
Теги метаданих визначені в стандарті Exif покриваюсь собою широкий спектр інформації:
- Інформацію про дату і час. Цифрові камери будуть записувати поточну дату і час і зберігатимуть ці метадані.
- Налаштування камери. Вони містять статичну інформацію, таку як модель камери і виробника, а також інформацію що є змінною для кожного знімка, наприклад орієнтацію (поворот), апертуру, витримку, фокусну відстань, режим заміру експозиції[en], і світочутливість.
- Зображення для попереднього перегляду на екрані камери, в файлових менеджерах або іншому ПЗ, що працюють з зображенням.
- Описання
- Інформацію про авторство.

## Геолокація
Формат Exif має стандартні поля для інформації про розташування. Досить багато камер і мобільних телефонів мають вбудований GPS приймач, і можуть зберігати інформацію про місцезнаходження у метаінформації Exif при отриманні фотографій. Деякі камери мають окремий GPS приймач, який під'єднується у роз'єм спалаху або башмак. Записані дані GPS також можна внести в будь-яку цифрову фотографію на локальному комп'ютері, зіставивши записані GPS приймачем дані з часом фотографії, або з використанням мапи та ін. Процес додавання географічної інформації на фотографію називають геотагуванням. Спільноти для публічного поширення фотографій, такі як Panoramio, locr або Flickr дозволяють своїм користувачам завантажувати фотографії з геотегами або додавати геоінформацію через онлайн інструменти.

## Приклад

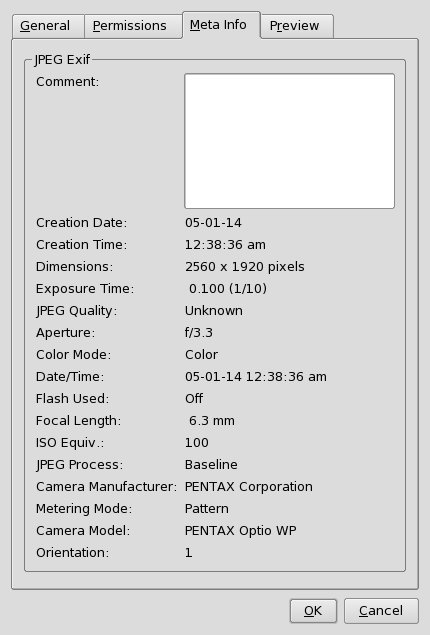
Знімок екрану браузеру Konqueror, в якому показані Exif дані

В наступній таблиці наведені дані Exif для фотографії, що була зроблена типовою цифровою камерою. Зауважте, що інформація про авторство і права зазвичай не вказується камерою, тому в разі потреби її треба заповнювати власноруч під час подальшої обробки. Деякі програми, такі як Canon Digital Photo Professional, дозволяють додати ім'я власника камери.
| Тег                       | Значення                             |
| ------------------------- | ------------------------------------ |
| Manufacturer              | CASIO                                |
| Model                     | QV-4000                              |
| Orientation (rotation)    | top-left [8 можливих значень values] |
| Software                  | Ver1.01                              |
| Date and time             | 2003:08:11 16:45:32                  |
| YCbCr positioning         | centered                             |
| Compression               | JPEG compression                     |
| X resolution              | 72.00                                |
| Y resolution              | 72.00                                |
| Resolution unit           | Inch                                 |
| Exposure time             | 1/659 s                              |
| F-number                  | f/4.0                                |
| Exposure program          | Normal program                       |
| Exif version              | Exif version 2.1                     |
| Date and time (original)  | 2003:08:11 16:45:32                  |
| Date and time (digitized) | 2003:08:11 16:45:32                  |
| Components configuration  | Y Cb Cr —                            |
| Compressed bits per pixel | 4.01                                 |
| Exposure bias             | 0.0                                  |
| Max. aperture value       | 2.00                                 |
| Metering mode             | Pattern                              |
| Flash                     | Flash did not fire                   |
| Focal length              | 20.1 mm                              |
| MakerNote                 | 432 bytes unknown data               |
| FlashPix version          | FlashPix version 1.0                 |
| Color space               | sRGB                                 |
| Pixel X dimension         | 2240                                 |
| Pixel Y dimension         | 1680                                 |
| File source               | DSC                                  |
| Interoperability index    | R98                                  |
| Interoperability version  | (null)                               |